# IATA空港コードの一覧/H
IATA空港コードの一覧: A - B - C - D - E - F - G - H - I - J - K - L - M - N - O - P - Q - R - S - T - U - V - W - X - Y - Z

## H
この一覧では次のような形式で羅列する。
- IATAコード (ICAOコード) – 空港名 – 空港の所在地

### HA
- HAA (ENHK) – Hasvik 空港 – フィンマルク県ハスヴィク、ノルウェー王国
- HAB (KHAB) – Marion County-Rankin Fite 空港 – アラバマ州ハミルトン、アメリカ合衆国
- HAC (RJTH) – 八丈島空港 – 東京都八丈町、日本
- HAD (ESMT) – ハルムスタッド空港 – ハルムスタッド、スウェーデン王国
- HAF (KHAF) – ハーフムーンベイ空港 – カリフォルニア州ハーフムーンベイ、アメリカ合衆国
- HAH (FMCH) – プリンス・サイード・イブラヒーム国際空港 – モロニ、コモロ連合
- HAI (KHAI) – スリーリバーズ市営空港（Dr. Haines Flying Field）– ミシガン州スリーリバーズ、アメリカ合衆国
- HAJ (EDDV) – ハノーファー空港 – ハノーファー、ドイツ連邦共和国
- HAK (ZGHK) – 海口美蘭国際空港 – 海南省海口、中華人民共和国
- HAL (FYHI) – Halali 空港 – Halali、ナミビア共和国
- HAM (EDDH) – ハンブルク空港 – ハンブルク、ドイツ連邦共和国
- HAN (VVNB) – ノイバイ国際空港 – ハノイ、ベトナム社会主義共和国
- HAO (KHAO) – バトラー郡地域空港 – オハイオ州ハミルトン、アメリカ合衆国
- HAQ (VRMH) – Hanimaadhoo 国際空港 – Hanimaadhoo Island、モルディブ共和国
- HAR (KCXY) – Capital City 空港 – ペンシルベニア州ハリスバーグ、アメリカ合衆国
- HAU (ENHD) – ハウゲスン空港 – ロガラン県ハウゲスン、ノルウェー王国
- HAV (MUHA) – ホセ・マルティ国際空港 – ハバナ、キューバ共和国

### HB
- HBA (YMHB) – ホバート国際空港 – タスマニア州ホバート、オーストラリア連邦
- HBC (KHBC) – モホール市営空港 – ノースダコタ州モホール、アメリカ合衆国
- HBE (HEBA) – ボルグ・エル・アラブ空港 – アレクサンドリア、エジプト・アラブ共和国
- HBG (KHBG) – Hattiesburg Bobby L. Chain 市営空港 – ミシシッピ州ハッティズバーグ、アメリカ合衆国
- HBI (KHBI) – アシュボロ市営空港 – ノースカロライナ州アシュボロ、アメリカ合衆国
- HBR (KHBR) – ホバート市営空港 – オクラホマ州ホバート、アメリカ合衆国
- HBV (KHBV) – Jim Hogg 郡空港 – テキサス州ヘブロンビル、アメリカ合衆国
- HBW (KHBW) – Joshua Sanford Field – ウィスコンシン州ヒルスボロー、アメリカ合衆国
- HBX (VOHB) – Hubli 空港 – Hubli/Dharwad、インド

### HC
- HCA (KBPG) – Big Spring McMahon–Wrinkle 空港 – テキサス州Big Spring、アメリカ合衆国
- HCD (KHCD) – ハッチンソン市営空港（Butler Field）– ミネソタ州ハッチンソン、アメリカ合衆国
- HCM (HCME) – エイル空港 – エイル、ソマリア連邦共和国
- HCN (RCKW) – 恒春空港 – 屏東県恒春鎮、台湾（中華民国）
- HCO (KHCO) – ハロック市営空港 – ミネソタ州ハロック、アメリカ合衆国
- HCQ (YHLC) – Halls Creek 空港 – 西オーストラリア州Halls Creek、オーストラリア連邦
- HCR (PAHC) – Holy Cross 空港 – アラスカ州Holy Cross、アメリカ合衆国

### HD
- HDB (EDIU) – ハイデルベルク空港 – ハイデルベルク、ドイツ連邦共和国
- HDD (OPKD) – ハイデラバード空港 – ハイデラバード、パキスタン・イスラム共和国
- HDE (KHDE) – Brewster Field – ネブラスカ州ホールドリッジ、アメリカ合衆国
- HDF (EDAH) – Heringsdorf 空港 – Garz、ドイツ連邦共和国
- HDH (PHDH) – Dillingham 飛行場 – ハワイ州Mokulēia、アメリカ合衆国
- HDI (KHDI) – Hardwick Field – テネシー州クリーブランド、アメリカ合衆国
- HDN (KHDN) – Yampa Valley 空港 – コロラド州ヘイデン、アメリカ合衆国
- HDO (KHDO) – ホンド市営空港 – テキサス州ホンド、アメリカ合衆国
- HDY (VTSS) – ハートヤイ国際空港 – ハートヤイ郡、タイ王国

### HE
- HEA (OAHR) – ヘラート国際空港 – ヘラート州ヘラート、アフガニスタン
- HEE (KHEE) – トンプソン・ロビンズ空港 – ヘレナ＝ウェストヘレナ、アメリカ合衆国
- HEF (KHEF) – マナサス地域空港（Harry P. Davis Field）– バージニア州マナサス、アメリカ合衆国
- HEG (KHEG) – Herlong 空港 – フロリダ州ジャクソンビル、アメリカ合衆国
- HEI (KHEI) – ヘッティンガー市営空港 – ノースダコタ州ヘッティンガー、アメリカ合衆国
- HEK (ZYHE) – 黒河璦琿空港 – 黒龍江省黒河市、中華人民共和国
- HEL (EFHK) – ヘルシンキ・ヴァンター国際空港 – ヴァンター（ヘルシンキ近郊）、フィンランド共和国
- HEM (EFHF) – ヘルシンキ・マルミ空港 – ヘルシンキ、フィンランド共和国
- HEQ (KHEQ) – ホールヨーク空港 – コロラド州ホールヨーク、アメリカ合衆国
- HER (LGIR) – イラクリオン国際空港 – イラクリオン、ギリシャ共和国
- HES (KHRI) – ハーミストン市営空港 – オレゴン州ハーミストン、アメリカ合衆国
- HET (ZBHH) – フフホト白塔国際空港 – 内モンゴル自治区フフホト市、中華人民共和国
- HEZ (KHEZ) – ナチェズ・アダムズ郡空港– ミシシッピ州ナチェズ、アメリカ合衆国

### HF
- HFA (LLHA) – ハイファ空港 – ハイファ地区ハイファ、イスラエル国
- HFD (KHFD) – Hartford-Brainard 空港 – コネチカット州ハートフォード、アメリカ合衆国
- HFE (ZSOF) – 合肥新橋国際空港 – 安徽省合肥市肥西県高劉鎮、中華人民共和国
- HFF (KHFF) – マッコール陸軍飛行場 – ノースカロライナ州キャンプ・マッコール、アメリカ合衆国
- HFS (ESOH) – Hagfors 空港 – Hagfors、スウェーデン王国
- HFT (ENHF) – ハンメルフェスト空港 – フィンマルク県ハンメルフェスト、ノルウェー王国

### HG
- HGA (HCMH) - ハルゲイサ国際空港 - ハルゲイサ、ソマリランド
- HGD (YHUG) - Hughenden 空港 - クイーンズランド州Hughenden、オーストラリア連邦
- HGE (SVHG) - イゲローテ空港 - イゲローテ、ベネズエラ・ボリバル共和国
- HGH (ZSHC) – 杭州蕭山国際空港 – 浙江省杭州、中華人民共和国
- HGL (EDXH) – ヘルゴラント空港 – ヘルゴラント島、ドイツ連邦共和国
- HGN (VTCH) – メーホンソーン空港 – メーホンソーン県ムアンメーホンソーン郡、タイ王国
- HGO (DIKO) – コルホゴ空港 – コルホゴ、コートジボワール共和国
- HGR (KHGR) – ヘイガーズタウン地域空港（Richard A. Henson Field）– メリーランド州ヘイガーズタウン、アメリカ合衆国
- HGU (AYMH) – マウントハーゲン空港 – マウントハーゲン、パプアニューギニア独立国

### HH
- HHF (KHHF) – Hemphill 郡空港 – テキサス州カナディアン、アメリカ合衆国
- HHG (KHHG) – Huntington 市営空港 – インディアナ州Huntington、アメリカ合衆国
- HHH (KHXD) – ヒルトンヘッド空港 – サウスカロライナ州ヒルトンヘッドアイランド、アメリカ合衆国
- HHI (PHHI) – Wheeler 陸軍飛行場 – ハワイ州ワヒアワ、アメリカ合衆国
- HHN (EDFH) – フランクフルト・ハーン空港 – ラインラント＝プファルツ州、ドイツ連邦共和国
- HHR (KHHR) – ホーソーン市営空港（Jack Northrop Field）– カリフォルニア州ホーソーン、アメリカ合衆国
- HHW (KHHW) – Stan Stamper 市営空港 – オクラホマ州ヒューゴー、アメリカ合衆国

### HI
- HIB (KHIB) – チザム・ヒビング空港 – ミネソタ州ヒビング、アメリカ合衆国
- HIE (KHIE) – マウントワシントン地域空港 – ニューハンプシャー州ホワイトフィールド、アメリカ合衆国
- HIF (KHIF) – ヒル空軍基地 – ユタ州オグデン、アメリカ合衆国
- HIG (KHIG) – Higginsville Industrial 市営空港 – ミズーリ州ヒギンズビル、アメリカ合衆国
- HII (KHII) – レークハバスシティ空港 – アリゾナ州レイクハバスシティ、アメリカ合衆国
- HIJ (RJOA) – 広島空港 – 広島県三原市、日本
- HIN (RKPS) – 泗川空港 – 慶尚南道泗川市泗川邑、大韓民国
- HIO (KHIO) – ポートランド・ヒルズボロ空港 – オレゴン州ヒルズボロ（ポートランド近郊）、アメリカ合衆国
- HIW (RJBH) – 広島西飛行場 – 広島県広島市、日本

### HJ
- HJH (KHJH) – ヘブロン市営空港 – ネブラスカ州ヘブロン、アメリカ合衆国
- HJO (KHJO) – ハンフォード市営空港 – カリフォルニア州ハンフォード、アメリカ合衆国

### HK
- HKA (KHKA) – ブライスビル市営空港 – アーカンソー州ブライスビル、アメリカ合衆国
- HKD (RJCH) – 函館空港 – 北海道函館市、日本
- HKG (VHHH) – 香港国際空港、香港特別行政区
- HKK (NZHK) – ホキティーカ空港 – ホキティーカ、ニュージーランド
- HKS (KHKS) – Hawkins Field – ミシシッピ州ジャクソン、アメリカ合衆国
- HKT (VTSP) – プーケット国際空港 – プーケット、タイ王国
- HKV – ハスコヴォ空港 – ハスコヴォ、ブルガリア共和国
- HKY (KHKY) – ヒッコリー地域空港 – ノースカロライナ州ヒッコリー、アメリカ合衆国

### HL
- HLA (FALA) – ランセリア国際空港 – ハウテン州ヨハネスブルグ、南アフリカ共和国
- HLB (KHLB) – Hillenbrand Industries 空港 – インディアナ州ベーツビル、アメリカ合衆国
- HLC (KHLC) – ヒルシティ市営空港 – カンザス州ヒルシティ、アメリカ合衆国
- HLD (ZBLA) – ハイラル東山空港 – 内モンゴル自治区ハイラル区、中華人民共和国
- HLG (KHLG) – ホイーリング・オハイオ郡空港 – ウェストバージニア州ホイーリング、アメリカ合衆国
- HLH (ZBUL) – ウランホト空港 – 内モンゴル自治区ウランホト市、中華人民共和国
- HLI (KCVH) – ホリスター市民空港 – カリフォルニア州ホリスター、アメリカ合衆国
- HLM (KHLM) – パーク郡区空港 – ミシガン州ホランド、アメリカ合衆国
- HLN (KHLN) – ヘレナ地域空港 – モンタナ州ヘレナ、アメリカ合衆国
- HLR (KHLR) – フッド陸軍飛行場 – テキサス州フォート・フッド、アメリカ合衆国
- HLZ (NZHN) – ハミルトン国際空港 – ハミルトン、ニュージーランド

### HM
- HMA (USHH) – Khanty-Mansiysk 空港 – ハンティ・マンシ自治管区・ユグラ、ロシア連邦
- HMB (HESG) – ソハーグ国際空港 – ソハーグ、エジプト・アラブ共和国
- HMI (ZWHM) – ハミ空港 – 新疆ウイグル自治区クムル市、中華人民共和国
- HMN (KHMN) – ホロマン空軍基地 – ニューメキシコ州アラモゴード、アメリカ合衆国
- HMO (MMHO) – エルモシージョ国際空港 – ソノラ州エルモシージョ、メキシコ合衆国
- HMR (ENHA) – Hamar Airport, Stafsberg – ヘードマルク県ハーマル、ノルウェー王国
- HMT (KHMT) – ヘメット・ライアン空港 – カリフォルニア州ヘメット、アメリカ合衆国
- HMY (RKTP) – 瑞山飛行場 – 忠清南道瑞山市、大韓民国

### HN
- HNA (RJSI) – 花巻空港 – 岩手県花巻市、日本
- HNB (KHNB) – ハンチングバーグ空港 – インディアナ州ハンチングバーグ、アメリカ合衆国
- HND (RJTT) – 東京国際空港(羽田空港) – 東京都大田区、日本
- HNE (PAHE) – Tahneta Pass 空港 – アラスカ州Tahneta Pass Lodge、アメリカ合衆国
- HNH (PAOH) – フーナ空港 – アラスカ州フーナ、アメリカ合衆国
- HNL (PHNL) – ダニエル・K・イノウエ国際空港 – ハワイ州ホノルル、アメリカ合衆国
- HNM (PHHN) – ハナ空港 – ハワイ州ハナ、アメリカ合衆国
- HNR (KHNR) – ハーラン市営空港 – アイオワ州ハーラン、アメリカ合衆国
- HNS (PAHN) – ヘインズ空港 – アラスカ州ヘインズ、アメリカ合衆国
- HNY (ZGHY) – 衡陽南岳空港（英語版） – 湖南省衡陽、中華人民共和国
- HNZ (KHNZ) – ヘンダーソン・オックスフォード空港 – ノースカロライナ州オックスフォード、アメリカ合衆国

### HO
- HOA (HKHO) – ホラ空港 – ホラ、ケニア共和国
- HOB (KHOB) – Lea 郡地域空港 – ニューメキシコ州ホッブズ、アメリカ合衆国
- HOC (KHOC) – ハイランド郡空港 – オハイオ州Hillsboro、アメリカ合衆国
- HOD (OYHD) – フダイダ国際空港 – フダイダ、イエメン共和国
- HOE (VLHS) – Ban Huoeisay 空港 – フアイサーイ郡、ラオス人民民主共和国
- HOM (PAHO) – ホーマー空港 – アラスカ州ホーマー、アメリカ合衆国
- HOG (MUHG) – Frank Pais 空港 – オルギン州、キューバ共和国
- HON (KHON) – ヒューロン地域空港 – サウスダコタ州ヒューロン、アメリカ合衆国
- HOP (KHOP) – Campbell 陸軍飛行場 – ケンタッキー州Fort Campbell（ケンタッキー州ホプキンズビル近郊）、アメリカ合衆国
- HOQ (EDQM) – Hof–Plauen 空港 – ホーフ、ドイツ連邦共和国
- HOT (KHOT) – Memorial Field 空港 – アーカンソー州ホットスプリングス、アメリカ合衆国
- HOU (KHOU) – ウィリアム・P・ホビー空港 – テキサス州ヒューストン、アメリカ合衆国
- HOV (ENOV) – Ørsta/Volda Airport, Hovden – ムーレ・オ・ロムスダール県Hovden、ノルウェー王国
- HOX (VYHL) – Homalin 空港 – Homalin、ミャンマー連邦共和国

### HP
- HPB (PAHP) – フーパーベイ空港 – アラスカ州フーパーベイ、アメリカ合衆国
- HPN (KHPN) – ウエストチェスター郡空港 – ニューヨーク州ホワイト・プレインズ、アメリカ合衆国
- HPT (KHPT) – ハンプトン市営空港 – アイオワ州ハンプトン、アメリカ合衆国
- HPY (KHPY) – ベイタウン空港 – テキサス州ベイタウン、アメリカ合衆国

### HQ
- HQM (KHQM) – Bowerman 空港 – ワシントン州ホーキアム、アメリカ合衆国

### HR
- HRB (ZYHB) – ハルビン太平国際空港 – 黒龍江省ハルビン、中華人民共和国
- HRE (FVHA) – ハラレ国際空港 – ハラレ、ジンバブエ共和国
- HRG (HEGN) – フルガダ国際空港 – フルガダ、エジプト・アラブ共和国
- HRJ (KHRJ) – Harnett 郡空港 – ノースカロライナ州Erwin、アメリカ合衆国
- HRK (UKHH) – ハルキウ国際空港 – ハルキウ州ハルキウ、ウクライナ
- HRL (KHRL) – バレー国際空港 – テキサス州ハーリンジン、アメリカ合衆国
- HRO (KHRO) – ブーン郡空港 – アーカンソー州ハリソン、アメリカ合衆国
- HRR (PAHV) – Healy River 空港 – アラスカ州Healy、アメリカ合衆国
- HRT (KHRT) – Hurlburt Field – フロリダ州メアリー・エスター、アメリカ合衆国
- HRU (KHRU) – Herington 地域空港 – カンザス州Herington、アメリカ合衆国
- HRX (KHRX) – ヘレフォード市営空港 – テキサス州ヘレフォード、アメリカ合衆国

### HS
- HSA (KHSA) – Stennis 国際空港 – ミシシッピ州ベイセントルイス、アメリカ合衆国
- HSB (KHSB) – ハリスバーグ・ローリー空港 – イリノイ州ハリスバーグ、アメリカ合衆国
- HSD (KHSD) – Sundance Airpark – オクラホマ州オクラホマシティ、アメリカ合衆国
- HSE (KHSE) – ビリー・ミッチェル空港 – ノースカロライナ州ハッテラス、アメリカ合衆国
- HSG (RJFS) – 佐賀空港 – 佐賀県佐賀市、日本
- HSH (KHND) – ヘンダーソン・エグゼクティブ空港 – ネバダ州ラスベガス、アメリカ合衆国
- HSI (KHSI) – ヘースティングズ市営空港 – ネブラスカ州ヘイスティングズ、アメリカ合衆国
- HSN (ZSZS) – 舟山普陀山空港 – 浙江省舟山、中華人民共和国
- HSP (KHSP) – Ingalls Field – バージニア州ホットスプリングス、アメリカ合衆国
- HSR (KHSR) – ホットスプリングス市営空港 – サウスダコタ州ホットスプリングス、アメリカ合衆国
- HST (KHST) – Homestead Air Reserve Base – フロリダ州ホームステッド、アメリカ合衆国
- HSV (KHSV) – ハンツビル国際空港（Carl T. Jones Field）– アラバマ州ハンツビル（ディケーター近郊）、アメリカ合衆国

### HT
- HTH (KHTH) – ホーソーン市営空港（Hawthorne Industrial 空港）– ネバダ州ホーソーン、アメリカ合衆国
- HTL (KHTL) – ロスコモン郡空港 – ミシガン州ホートンレーク、アメリカ合衆国
- HTN (ZWTN) - ホータン空港 - 新疆ウイグル自治区ホータン市 - 中国
- HTO (KHTO) – イーストハンプトン空港 – ニューヨーク州イーストハンプトン、アメリカ合衆国
- HTR (RORH) – 波照間空港 – 沖縄県竹富町、日本
- HTS (KHTS) – Tri-State 空港（Milton J. Ferguson Field）– ウェストバージニア州ハンティントン、アメリカ合衆国
- HTW (KHTW) – Lawrence County Airpark – オハイオ州チェサピーク/ウェストバージニア州ハンティントン、アメリカ合衆国
- HTI (YBHM) – ハミルトン島 – クィーンズランド州、オーストラリア連邦

### HU
- HUA (KHUA) – レッドストーン陸軍飛行場 – アラバマ州レッドストーン兵器廠（ハンツビル近郊）、アメリカ合衆国
- HUF (KHUF) – テレホート国際空港（Hulman Field）– インディアナ州テレホート、アメリカ合衆国
- HUG (MGHT) – ウェウェテナンゴ空港 – ウェウェテナンゴ、グアテマラ共和国
- HUL (KHUL) – ホールトン国際空港 – メイン州ホールトン、アメリカ合衆国
- HUM (EGNJ) – ハンバーサイド空港 – イースト・ライディング・オブ・ヨークシャー、イギリス
- HUM (KHUM) – ホウマー・テルボンヌ空港 – ルイジアナ州ホウマー、アメリカ合衆国
- HUN (RCYU) – 花蓮空港 – 花蓮市、台湾(中華民国)
- HUS – Hughes 空港 – アラスカ州Hughes、アメリカ合衆国
- HUT (KHUT) – ハッチンソン市営空港 – カンザス州ハッチンソン、アメリカ合衆国
- HUY (EGNJ) – ハンバーサイド空港 – North Lincolnshire、イングランド、イギリス

### HV
- HVA (FMNL) – Analalava 空港 – Analalava、マダガスカル共和国
- HVC (KHVC) – ホプキンズビル・クリスチャン郡空港 – ケンタッキー州ホプキンズビル、アメリカ合衆国
- HVE (KHVE) – ハンクスビル空港 – ユタ州ハンクス、アメリカ合衆国
- HVG (ENHV) – Honningsvåg Airport, Valan – フィンマルク県Nordkapp、ノルウェー王国
- HVN (KHVN) – Tweed-New Haven 空港 – コネチカット州ニューヘイブン、アメリカ合衆国
- HVR (KHVR) – Havre City-County 空港 – モンタナ州ハバー、アメリカ合衆国
- HVS (KHVS) – Hartsville 地域空港 – サウスカロライナ州Hartsville、アメリカ合衆国

### HW
- HWD (KHWD) – ヘイワード・エグゼクティブ空港 – カリフォルニア州ヘイワード、アメリカ合衆国
- HWN (FVWN) – ワンゲ国立公園空港 – Hwange（ワンゲ国立公園）、ジンバブエ共和国
- HWO (KHWO) – ノースペリー空港 – フロリダ州ハリウッド、アメリカ合衆国
- HWQ (KHWQ) – Wheatland County Airport at Harlowton – モンタナ州ハーロートン、アメリカ合衆国
- HWV (KHWV) – ブルックヘブン空港 – ニューヨーク州シャーリー、アメリカ合衆国

### HX
- HXF (KHXF) – ハートフォード市営空港 – ウィスコンシン州ハートフォード、アメリカ合衆国

### HY
- HYA (KHYA) – Barnstable 市営空港（Boardman/Polando Field）– マサチューセッツ州ハイアニス、アメリカ合衆国
- HYD (VOHY) – ラジーヴ・ガンディー国際空港 – ハイデラバード、インド
- HYI (KHYI) – サンマルコス市営空港 – テキサス州サンマルコス、アメリカ合衆国
- HYN (ZSLQ) – 黄岩路橋空港 – 浙江省黄岩区、中華人民共和国
- HYR (KHYR) – Sawyer 郡空港 – ウィスコンシン州ヘイワード、アメリカ合衆国
- HYS (KHYS) – ヘイズ地域空港 – カンザス州ヘイズ、アメリカ合衆国
- HYV (EFHV) – ヒュヴィンカー飛行場 – ヒュヴィンカー、フィンランド共和国

### HZ
- HZD (KHZD) – キャロル郡空港 – テネシー州Huntingdon、アメリカ合衆国
- HZE (KHZE) – マーサー郡地域空港 – ノースダコタ州Hazen、アメリカ合衆国
- HZL (KHZL) – ヘーズルトン市営空港 – ペンシルベニア州ヘーズルトン、アメリカ合衆国
- HZR (KHZR) – False River 地域空港 – ルイジアナ州New Roads、アメリカ合衆国
- HZX (KHZX) – Isedor Iverson 空港 – ミネソタ州マクレガー、アメリカ合衆国
- HZY (KHZY) – アシュタビューラ郡空港 – オハイオ州アシュタビューラ、アメリカ合衆国